# Hannah Herzsprung

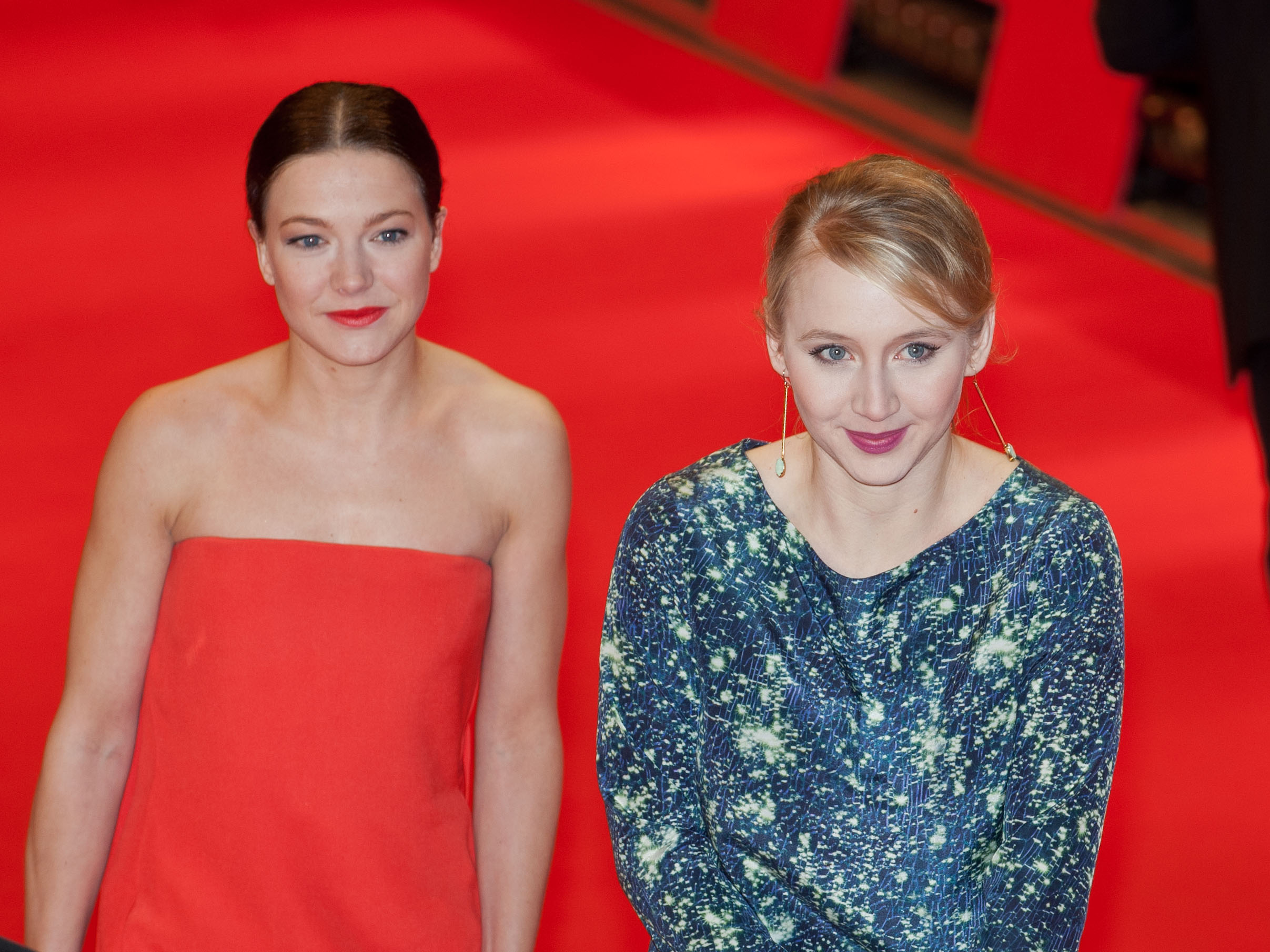
Niemiecka aktorka Hannah Herzsprung (z lewej) i Anna Maria Mühe na Berlińskim Festiwalu Filmowym 2013

Hannah Herzsprung (ur. 7 września 1981 w Hamburgu) – niemiecka aktorka.
Jest córką aktora Bernda Herzsprunga.

## Filmografia
- 2006: Cztery minuty  jako Jenny von Loeben
- 2008: Baader-Meinhof jako Susanne Albrecht
- 2008: Lektor jako Julia
- 2011: Hell jako Marie
- 2014: Who Am I. Możesz być kim chcesz jako Marie

## Nagrody
- 2007: Undine Award
- 2007: Bayerischer Filmpreis
- 2007: Deutscher Filmpreis
- 2008: Shooting Star
- 2009: Adolf-Grimme-Preis
- 2010: Bambi
- 2011: Deutscher Fernsehpreis